# Spirkenwälder Brandnertal
Spirkenwälder Brandnertal este o arie protejată (arie specială de conservare — SAC, sit de importanță comunitară — SCI) din Austria întinsă pe o suprafață de 104,74 ha, integral pe uscat.

## Localizare
Centrul sitului Spirkenwälder Brandnertal este situat la coordonatele 47°07′30″N 9°45′09″E / 47.125°N 9.7525°E.

## Înființare
Situl Spirkenwälder Brandnertal a fost declarat sit de importanță comunitară în februarie 2002 pentru a proteja 2 specii de animale. Situl a fost protejat și ca arie specială de conservare în august 2003.

## Biodiversitate
Situată în ecoregiunea alpină, aria protejată conține 2 habitate naturale: Pante stâncoase calcaroase cu vegetație casmofită, Păduri montane și subalpine de Pinus uncinata (* dezvoltate pe substrat gipsos sau calcaros).
La baza desemnării sitului se află mai multe specii protejate de  păsări (2): ciocănitoare de munte (Picoides tridactylus), cocoșul de mesteacăn (Tetrao tetrix tetrix).
Pe lângă speciile protejate, pe teritoriul sitului au mai fost identificate 1 specie de plante, 1 specie de mamifere, 2 specii de nevertebrate, 2 specii de reptile.